# Adour
Adour (po baskijsku: Aturri, po oksytańsku: Ador) – rzeka w południowo-zachodniej Francji o długości 335 km i powierzchni dorzecza 16 880 km².
Rzeka wypływa ze źródeł koło przełęczy Tourmalet w masywie Néouvielle, w Pirenejach Środkowych, płynie przez Basen Akwitański, a w pobliżu Biarritz, na północ od Bajonny, uchodzi do Zatoki Biskajskiej (częściowo żeglowna).

## Głównedopływy
- lewe: Gabas, Luy, Gaves réunis (Gave de Pau i Gave d’Oloron), Bidouze, Nive
- prawe: Arros, Midouze

## Ważniejsze miejscowości
Bagnères-de-Bigorre, Tarbes, Maubourguet, Riscle, Aire-sur-l’Adour, Dax, Bajonna, Boucau, Tarnos.

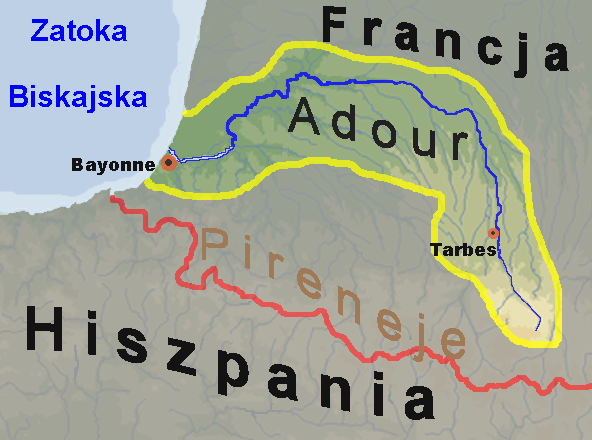
Rzeka Adour